# 북장대 (북한산성)
북장대(北將臺)는 북한산성에 설치된 3개소의 장대 중 하나이다. 조선 시대에는 훈련도감의 장수가 주둔했으며, 중성문 북쪽에 위치한다. 현재는 공터로 흔적만 남아 있다.